# Alfonso Froilaz
Alfonso Fróilaz, zvaný Hrbáč (španělsky el Jorobado) (911 – 933), byl krátce králem sjednocených království Leónu, Asturie a Galicie během roku 925. Nastoupil po svém otci, králi Fruelovi II., v červenci 925, ale během zbytku roku byl zbaven trůnu svými bratranci Sancho Ordóñezem, Alfonsem IV. a Ramirem II., kteří byli syny jeho strýce Ordoña II. Leonského. Poté, co se v roce 926 ujal moci Alfonso IV., bylo mu znovu umožněno převzít část území jako král, již v roce 932 byl ale opět násilně sesazen a přinucen dožít v klášteře.

## Život

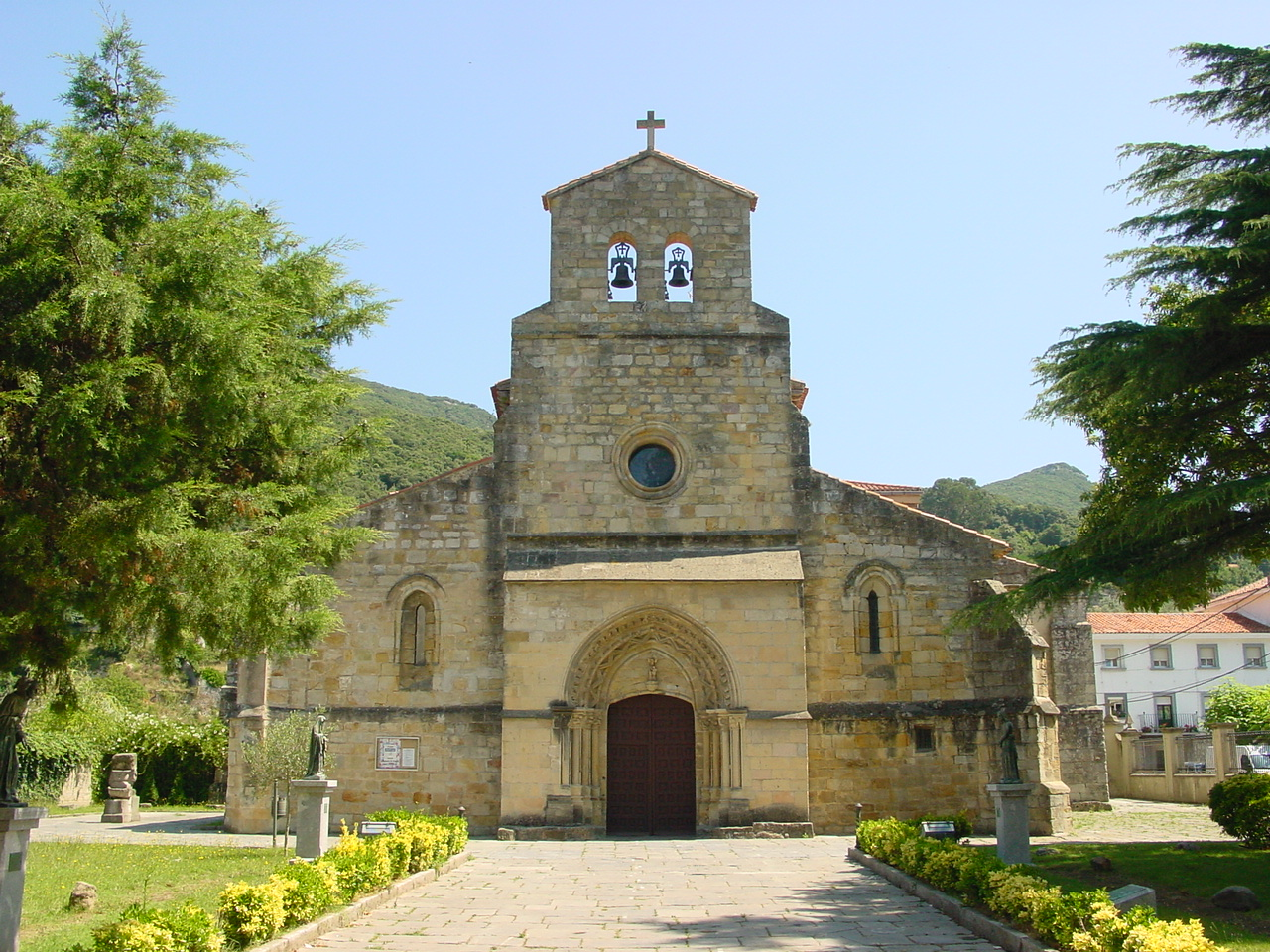
Klášter Santa María del Puerto v Santoñi, který se nacházel v Alfonsově vicekrálovství v letech 926–932

Alfonso byl nejstarší syn Fruela II. a měl dva mladší bratry, Ordoña and Ramira. O jeho krátké vládě se toho ví jen málo. Je zmíněn v královském seznamu Nomina regum catolicorum Legionensium, který se objevuje v některých manuskriptech vedle Albeldovi kroniky. Tajemné stanovisko asturského historika Sampira, který říká, že Alfonso „získal kontrolu nad žezlem svého otce“, je jen dalším důkazem, že vládl v celém království.
Po Alfonsově sesazení propukla v království občanská válka. Sancho ovládl León, ale vzápětí byl napaden svým bratrem Alfonsem IV., kterému pomáhal jeho tchán, král Sancho I. Pamplonský (zemřel v prosinci 925). Alfonso IV. byl poražen v bitvě a přinucen k útěku do Astrogy v Asturii, kde si sjednal alianci s Alfonsem Fróilazem, který byl vyhnán pouze z hlavního města, ale nebyl připraven o zbytek království. Tato aliance porazila Sancha, který byl přinucen ustoupit do Galicie a nechat tak León v rukou Alfonsa IV. V roce 927 bratři uzavřeli mír, který umožnil Sanchovi dál vládnout v Galicii.
Zdá se, že v horách na severovýchodě království byl Alfonso Fróilaz stále považován za krále, pravděpodobně výměnou za předešlou pomoc Alfonsovi IV. proti jeho bratru. Listina z archivu kláštera Santa María del Puerto, datovaná k 16. březnu 927, dokládá, že v dané době Nuño Fernández byl hrabětem Kastílie a jeho lenním pánem byl král Alfons Fróilaz. Další dokument, tentokrát z dubna téhož roku, dále dodává, že Alfons vládl již druhý rok, počítáno pravděpodobně od úmrtí jeho otce.
Na začátku roku 932 Alfonso IV. abdikoval ve prospěch svého mladšího bratra Ramira II., pravděpodobně pod nátlakem. Později se pokusil získat svou vládu zpět pomocí převratu, ale byl Ramirem poražen. Aby Ramiro zabezpečil svou pozici na trůně, přikázal oba Alfonsy, Alfona IV. a Alfonsa Fróilaze, společně s dalšími syny Fruela II. a nejmenovanými bratranci oslepit, jak dokládají ve svých spisech historik Sampiro a jeho muslimský protějšek Ibn Hayyan. Zmrzačení bratranci pak byli umístěny do kláštera San Julián y Santa Basilisa v Ruiforcu v Leónu.
Datum Alfonsovi smrti je neznámé. Diskutovalo se o tom, zda je otcem Ordoñi IV., jak se zdá z Sampirových spisů, ale obecně je uznáváno, že jeho otcem je Alfons IV. Genealogie Códice de Roda jmenuje jako Ordoñovu matku Ónegu, manželku Alfonsa IV. Kronika Naierensis z 12. století pak zaměňuje a kombinuje oba Alfonsy. Alfonso Fróilaz měl opravdu syna, ale jeho jméno bylo Fruela, který byl k 29. srpnu 975 stále naživu, když král soudil jeho spor s klášterem San Xulián de Samos v Galicii.

## Vývod z předků
|                 |                           |  |                |                          |  |  |  |  |  |  |  | Ramiro I. Asturský |
|                 |                           |  |                |                          |  |  |  |  |  |  |  |                    |
|                 | Ordoño I. Asturský        |  |                |                          |  |  |  |  |  |  |  |                    |
|                 |                           |  |                |                          |  |  |  |  |  |  |  |                    |
|                 |                           |  |                | Urraca                   |  |  |  |  |  |  |  |                    |
|                 |                           |  |                |                          |  |  |  |  |  |  |  |                    |
|                 | Alfons III. Veliký        |  |                |                          |  |  |  |  |  |  |  |                    |
|                 |                           |  |                |                          |  |  |  |  |  |  |  |                    |
|                 |                           |  |                |                          |  |  |  |  |  |  |  |                    |
|                 |                           |  |                |                          |  |  |  |  |  |  |  |                    |
|                 | Nuña                      |  |                |                          |  |  |  |  |  |  |  |                    |
|                 |                           |  |                |                          |  |  |  |  |  |  |  |                    |
|                 |                           |  |                |                          |  |  |  |  |  |  |  |                    |
|                 |                           |  |                |                          |  |  |  |  |  |  |  |                    |
|                 | Fruela II.                |  |                |                          |  |  |  |  |  |  |  |                    |
|                 |                           |  |                |                          |  |  |  |  |  |  |  |                    |
|                 |                           |  |                | Fruela II.               |  |  |  |  |  |  |  |                    |
|                 |                           |  |                |                          |  |  |  |  |  |  |  |                    |
|                 |                           |  |                |                          |  |  |  |  |  |  |  |                    |
|                 |                           |  |                |                          |  |  |  |  |  |  |  |                    |
|                 |                           |  |                | Nunilona Jimena          |  |  |  |  |  |  |  |                    |
|                 |                           |  |                |                          |  |  |  |  |  |  |  |                    |
|                 | Jimena of Asturias        |  |                |                          |  |  |  |  |  |  |  |                    |
|                 |                           |  |                |                          |  |  |  |  |  |  |  |                    |
|                 |                           |  |                |                          |  |  |  |  |  |  |  |                    |
|                 |                           |  |                |                          |  |  |  |  |  |  |  |                    |
|                 |                           |  |                |                          |  |  |  |  |  |  |  |                    |
|                 |                           |  |                |                          |  |  |  |  |  |  |  |                    |
|                 |                           |  |                |                          |  |  |  |  |  |  |  |                    |
|                 |                           |  |                |                          |  |  |  |  |  |  |  |                    |
| Alfonso Froilaz |                           |  |                |                          |  |  |  |  |  |  |  |                    |
|                 |                           |  |                |                          |  |  |  |  |  |  |  |                    |
|                 |                           |  | García Jiménez |                          |  |  |  |  |  |  |  |                    |
|                 |                           |  |                |                          |  |  |  |  |  |  |  |                    |
|                 | Jimeno of Pamplona        |  |                |                          |  |  |  |  |  |  |  |                    |
|                 |                           |  |                |                          |  |  |  |  |  |  |  |                    |
|                 |                           |  |                |                          |  |  |  |  |  |  |  |                    |
|                 |                           |  |                |                          |  |  |  |  |  |  |  |                    |
|                 | García Jiménez z Pamplony |  |                |                          |  |  |  |  |  |  |  |                    |
|                 |                           |  |                |                          |  |  |  |  |  |  |  |                    |
|                 |                           |  |                |                          |  |  |  |  |  |  |  |                    |
|                 |                           |  |                |                          |  |  |  |  |  |  |  |                    |
|                 |                           |  |                |                          |  |  |  |  |  |  |  |                    |
|                 |                           |  |                |                          |  |  |  |  |  |  |  |                    |
|                 |                           |  |                |                          |  |  |  |  |  |  |  |                    |
|                 |                           |  |                |                          |  |  |  |  |  |  |  |                    |
|                 | Nunilona Jimena           |  |                |                          |  |  |  |  |  |  |  |                    |
|                 |                           |  |                |                          |  |  |  |  |  |  |  |                    |
|                 |                           |  |                | Sanç Garcés              |  |  |  |  |  |  |  |                    |
|                 |                           |  |                |                          |  |  |  |  |  |  |  |                    |
|                 | Aznar Sánchez de Larraún  |  |                |                          |  |  |  |  |  |  |  |                    |
|                 |                           |  |                |                          |  |  |  |  |  |  |  |                    |
|                 |                           |  |                |                          |  |  |  |  |  |  |  |                    |
|                 |                           |  |                |                          |  |  |  |  |  |  |  |                    |
|                 | Sancha Aznárez            |  |                |                          |  |  |  |  |  |  |  |                    |
|                 |                           |  |                |                          |  |  |  |  |  |  |  |                    |
|                 |                           |  |                | Fortún Garcés z Pamplony |  |  |  |  |  |  |  |                    |
|                 |                           |  |                |                          |  |  |  |  |  |  |  |                    |
|                 | Onneca Fortúnez           |  |                |                          |  |  |  |  |  |  |  |                    |
|                 |                           |  |                |                          |  |  |  |  |  |  |  |                    |
|                 |                           |  |                | Auria                    |  |  |  |  |  |  |  |                    |
|                 |                           |  |                |                          |  |  |  |  |  |  |  |                    |